# ザ・カルト
ザ・カルト(The Cult)は、イギリスのハードロックバンド。1983年にウェスト・ヨークシャーのブラッドフォードにて結成された。メンバーは比較的流動的であり、デビュー時から現在まで在籍するのはボーカルのイアン・アストベリーとギタリストのビリー・ダフィーの2名のみである。

## 概要
1981年に前身であるポストパンク／ゴシック・ロックバンド、サザン・デス・カルト（Southern Death Cult）が結成され、シングルとコンピレーション・アルバムを1枚ずつリリースした後、1983年にメンバーを入れ替えバンド名をザ・カルトに変更。翌1984年に1stアルバム『Dreamtime』をリリース。1985年にバンドはロンドンに拠点を移し2ndアルバム『Love』をリリースし、全英4位を記録しバンドは注目を集めた。1987年にリリースされた3rdアルバム『Electric』はリック・ルービンがプロデュースを担当し、それまでのポストパンク／ゴス的なサウンドをHR/HM寄りに変え、前作と同じく全英4位を記録しプレスからも高い評価を得た。1989年リリースの4枚目のアルバム『Sonic Temple』はバンド最高の全英3位に達した。
それまで高い人気を維持したバンドだったが、1990年代に入るとメンバーのアルコール問題などによりバンド間の関係が悪化していく。1991年に5枚目のアルバム『Ceremony』を発表し、1994年に6枚目のセルフタイトルアルバム『The Cult』をリリースした翌1995年にバンドは解散するが、4年後の1999年にバンドは再結成し2001年に7枚目のアルバム『Beyond Good and Evil』をリリースした。
2002年にバンドは再び休止期間に入るが、2005年に再始動し2007年に8枚目のアルバム『Born into This』を発表。2009年7月にアストベリーはカルトはこれ以上アルバムを発表せず、EPやデジタル・リリースのみに専念すると宣言するが、程なく前言を撤回し2011年にニューアルバムの制作を開始。翌2012年に9枚目のアルバム『Choice of Weapon』をリリース。2016年には10枚目のアルバム『Hidden City』をリリースした。

## メンバー

### 現メンバー
- イアン・アストベリー（Ian Astbury） - ボーカル、パーカッション （1983年 - 1995年、1999年 - ）
- ビリー・ダフィー（Billy Duffy） - ギター （1983年 - 1995年、1999年 - ）
- グラント・フィッツパトリック （Grant Fitzpatrick）– ベース  （2015年 – ）
- デーモン・フォックス （Damon Fox） – キーボード、リズムギター （2015年 - ）
- ジョン・テンペスタ（John Tempesta） - ドラムス （2006年 - ）

## 作品

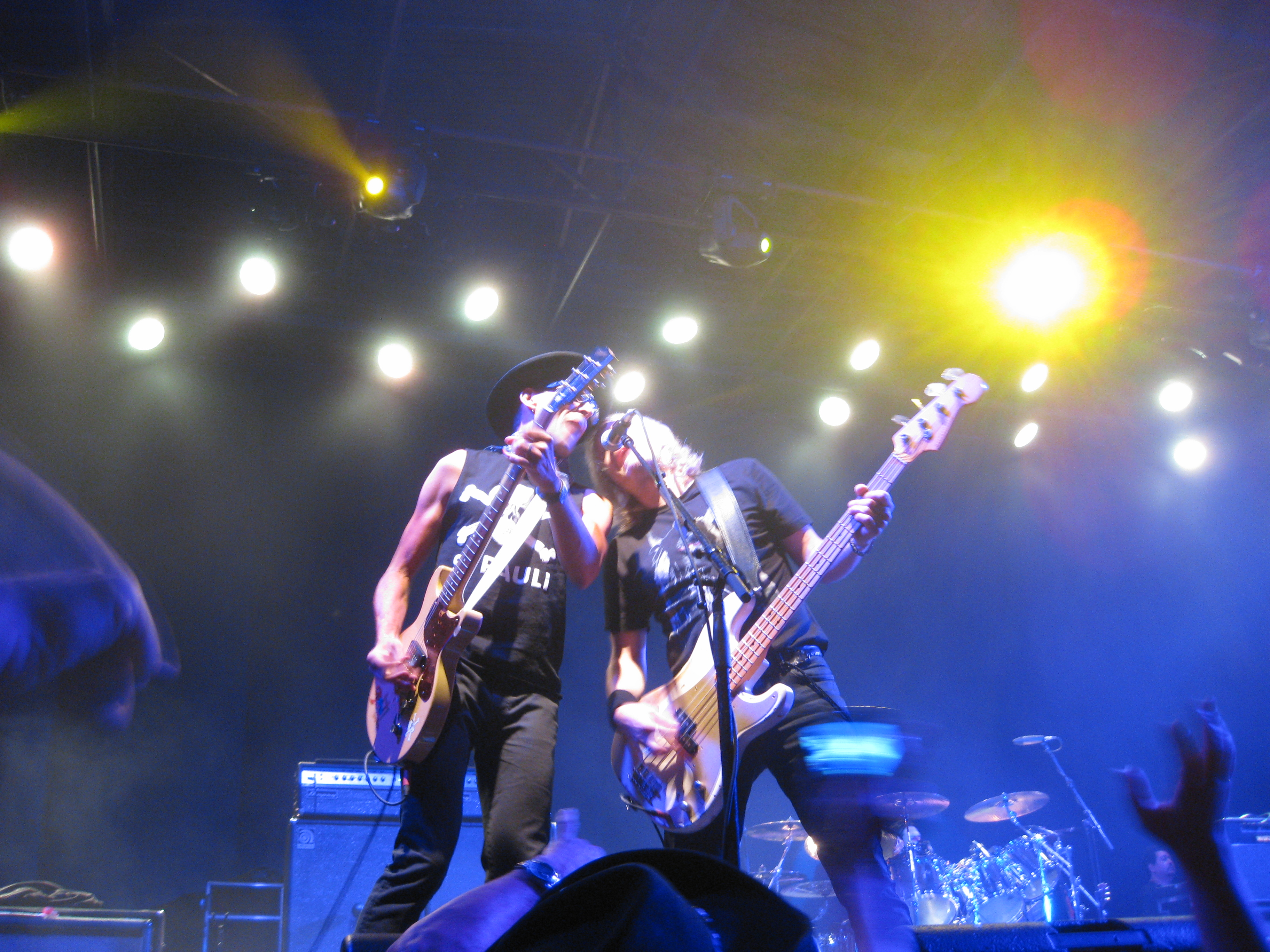
サンディエゴにて（2012年5月）

### スタジオ・アルバム
- Dreamtime （1984年）
- Love （1985年）
- Electric （1987年）
- Sonic Temple （1989年）
- Ceremony （1991年）
- The Cult （1994年）
- Beyond Good and Evil （2001年）
- Born into This （2007年）
- Choice of Weapon （2012年）
- Hidden City（2016年）
- Under The Midnight Sun（2022年）

### コンピレーション・アルバム
- Death Cult （1988年）
- Pure Cult: for Rockers, Ravers, Lovers, and Sinners （1993年）
- High Octane Cult （1996年）
- Pure Cult: The Singles 1984–1995 （2000年）
- The Best of Rare Cult （2000年）

### ライブ・アルバム
- Dreamtime Live at the Lyceum （1984年）
- Live Cult （1993年）

## 日本公演
- 1985年
  - 9月24日　大阪 厚生年金会館
  - 9月25日　東京 中野サンプラザ
  - 9月26日　東京 中野サンプラザ
- 2001年 SUMMER SONIC 01
- 2010年5月14日 東京・STUDIO COAST